# Parafia św. Jadwigi Śląskiej w Częstochowie
Parafia Świętej Jadwigi Śląskiej w Częstochowie – rzymskokatolicka parafia należąca do dekanatu św. Antoniego z Padwy w Częstochowie, archidiecezji częstochowskiej. Została  erygowana 15 października 1991 roku. Położona na Wypalankach, w dzielnicy Błeszno.

## Proboszczowie
Źródło: strona parafii
- ks. Witold Brymora (1991–1993)
- ks. Władysław Wlaźlak (1993–1999)
- ks. Stanisław Rospondek (1999–2015)
- ks. Krzysztof Rak (od 2015)